# Chlorida obliqua
Chlorida obliqua är en skalbaggsart som beskrevs av Jean Baptiste Lucien Buquet 1852. Chlorida obliqua ingår i släktet Chlorida och familjen långhorningar. Inga underarter finns listade i Catalogue of Life.